# 米卡鄉 (穆列什縣)
46°21′N 24°23′E / 46.350°N 24.383°E
米卡鄉（羅馬尼亞語：Comuna Mica, Mureș），是羅馬尼亞的鄉份，位於該國中部，由穆列什縣負責管轄，面積64平方公里，海拔高度292米，2007年人口4,776，人口密度每平方公里75人。